# Dendropaemon bahianus
Dendropaemon bahianus là một loài bọ cánh cứng trong họ Bọ hung (Scarabaeidae).